# Linjeorganisation

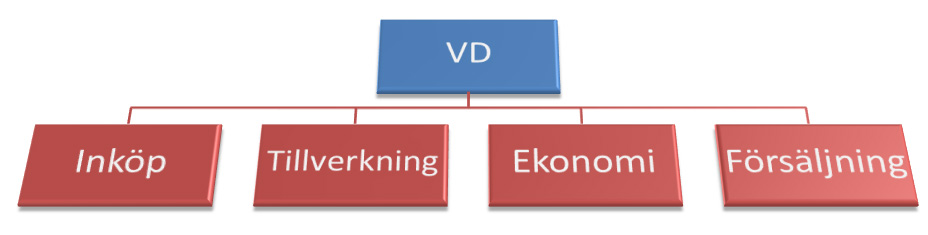
Exempel på hur en funktionsorganisation kan vara uppbyggd.

Linjeorganisationen (funktionsorganisation) är en typ av organisation som fördelar ansvar och rapportering till separata funktionella enheter, såsom tillverkning, marknadsföring och produktutveckling. Ofta har ledningen också en stab av specialister och funktioner för övergripande administration, såsom ekonomi och personal. De flesta större företag och statliga verk är i dag organiserade enligt linje-stabsprincipen.
Linjeorganisation har alltid funnits inom militären och kyrkan där det också fanns en tydlig hierarkisk struktur. Grundläggande tankar med linjeorganisation är en mer eller mindre hierarkisk ordning samt att verksamheten styrs av klara regler. Man eftersträvar även en funktionell specialisering, det vill säga man gör endast det man är bäst på. Linjeorganisationen är kopplad till ett synsätt att endast högsta ledningen (kan ha)/har den fulla bilden av verksamheten. 

## Linjeorganisation i informationssamhället
Med de möjligheter att sprida information som informationssamhället möjliggör, kan istället alla medarbetare få tillgång till den fulla bilden av verksamheten. Att då behålla linjeorganisationens stela rapportering och ansvarsfördelning tar då inte tillvara medarbetarnas fulla förmåga att själv hitta lösningar på problem och utmaningar, och kan då verka hämmande på företagets framgångar. Linjeorganisationer återfinns därför numera främst i verksamheter med över tiden oförändrade uppgifter, ex.vis uppgifter inom vissa statliga verk, eller så tillämpas någon hybrid av linjeorganisationen där ansvar och rapportering inte följer stelt de funktionella ansvarsområdena. 